# Bizkaia Arena
Die Bizkaia Arena ist eine Mehrzweckhalle in der spanischen Stadt Barakaldo im Großraum Bilbao, Autonome Gemeinschaft Baskenland. Sie ist Teil des im April 2004 eröffneten Messe- und Kongresszentrums Bilbao Exhibition Centre (BEC). Auf der Rängen bieten sich 11.500 Sitzplätze. Sie können mit Zusatztribünen um 3500 Sitzplätze aufgestockt werden. Maximal fasst sie zu Konzerten bis zu 18.500 Besucher und ist die größte Multifunktionsarena des Landes.

## Geschichte
Die Arena wurde im November 2004 eröffnet. Die Halle ist regelmäßig Veranstaltungsort für u. a. Basketballspiele, Konzerte, Familienshows, Tagungen und Messen. 2007 und 2011 wurde der Supercopa de España de Baloncesto in der Bizkaia Arena ausgetragen. In der Saison 2009/10 war sie die Heimspielstätte des Basketballclubs CB Bilbao Berri. Ferner war die Halle Austragungsort der Final Eight der Copa del Rey de Baloncesto 2009/10. Die Bizkaia Arena war einer der sechs Austragungsorte der Basketball-Weltmeisterschaft 2014. 2018 fanden hier die MTV Europe Music Awards statt.